# Bölestjärnen (Nora socken, Ångermanland, 697195-160924)
Bölestjärnen är en sjö i Kramfors kommun i Ångermanland och ingår i Nätraån-Ångermanälvens kustområde. Sjön har en area på 0,0563 kvadratkilometer och ligger 63,1 meter över havet.

## Delavrinningsområde
Bölestjärnen ingår i det delavrinningsområde (697200-161062) som SMHI kallar för Rinner mot Norafjärden. Medelhöjden är 59 meter över havet och ytan är 10,19 kvadratkilometer. Det finns inga avrinningsområden uppströms utan avrinningsområdet är högsta punkten. Avrinningsområdets utflöde mynnar i havet, utan att ha någon enskild mynningsplats. Avrinningsområdet består mestadels av skog (69 procent), öppen mark (13 procent) och jordbruk (10 procent). Avrinningsområdet har 0,05 kvadratkilometer vattenytor vilket ger det en sjöprocent på 0,5 procent.